# Železniční trať Budapešť – Cegléd – Szolnok
Železniční trať Budapešť – Cegléd – Szolnok (maďarsky Budapest–Cegléd–Szolnok-vasútvonal) je maďarská dvoukolejná elektrifikovaná železniční trať, která spojuje města Budapešť, Cegléd a Szolnok. Trať je označována v maďarském jízdním řádu jako trať MÁV 100a, která dále vede jako trať MÁV 100 až do pohraniční stanice Záhony. Trať byla kompletně otevřena v roce 1847, kdy byl zprovozněn úsek Cegléd–Szolnok.

## Historie
Železniční stavba byla licencována již v roce 1839, kdy si ji licencoval Móricz Ullmann a založil společnost Maďarská centrální železnice (maďarsky Magyar Középponti Vasút). Stavení práce začaly v roce 1845 a poslední úsek Cegléd–Szolnok byl otevřen 1. září 1847.
V letech 2005–2009 došlo ke kompletní modernizaci tratě. Stanice i zastávky dostaly nové nástupiště a opraven byl i železniční svršek. Také byla otevřena zastávka Ferihegy v Budapešti poblíž Letiště Ference Liszta.

## Provozní informace
Maximální rychlost na trati je 120 km/h, i když úsek Albertirsa–Szolnok je vhodný až na 160 km/h. Ale na trati ještě není kompletně instalováno zabezpečovací zařízení ETCS L2, a tak je maxinální rychlost omezena na 120 km/h. Trať i veškeré stanice a zastávky na trati provozuje firma MÁV a je elektrifikovaná střídavým proudem 25 kV, 50 Hz.

## Doprava
Tratí projíždí několik vnitrostáních vlaků InterCity do Segedína, Záhony či zde jezdí okružní InterCity (maďarsky Kör-IC) z Budapest-Nyugati pu. přes Szolnok, Debrecín, Nyíregyházu, Miškovec do Budapest-Keleti pu. Jediný mezinárodní vlak, který po trati jezdí je IC 33/34 „Latorca“ z Budapešti do Mukačeva.
Dále zde jezdí několik osobních vlaků na těchto trasách:
- Budapest-Nyugati pu. – Monor – Cegléd – Szolnok
- Budapest-Nyugati pu. – Cegléd – Kecskémet
- Cegléd – Debrecín – Záhony
- Budapest-Nyugati pu. – Debrecín – Záhony

## Stanice
Na trati se nacházejí tyto stanice:
- Budapest-Nyugati pályaudvar
- Zugló
- Kőbánya alsó
- Kőbánya-Kispest
- Pestszentlőrinc
- Szemeretelep
- Ferihegy
- Vecsés
- Vecsés-Kertekalja
- Üllő
- Hosszúberek-Péteri
- Monor
- Monorierdő
- Pilis
- Albertirsa
- Ceglédbercel
- Ceglédbercel-Cserő
- Budai út
- Cegléd
- Abony
- Szolnok

## Nehody
Kromě několika srážek vlaků s osobou či autem se na trati staly dvě závažné železniční nehody:
- 24. prosince 1963 kolem 9:00 poblíž dnes již zrušené zastávky Paládicspuszta najel osobní vlak mířící z města Szentes do Budapešti do nákladního vlaku. 45 lidí zemřelo a 34 se jich zranilo. Viníkem nehody se stal strojvůdce osobního vlaku, který si v husté mlze nevšiml návěstidla v poloze „Stůj“, a tak rovnou vjel do nákladního vlaku.
- 6. října 2008 kolem 10:20 najel osobní vlak jedoucí z Ceglédu do Budapešti do skoro stojícího vlaku InterCity z města Nyíregyháza do Budapešti. Řídicí vůz osobního vlaku najel do půlky posledního vagónu vlaku InterCity. 4 lidé zemřeli a 27 se jich zranilo. Nehodu způsobily technické potíže na vlaku InterCity a strojvůdce osobního vlaku tak místo 15 km/h jel 100 km/h.

## Zajímavosti
- Ve virtuální podobě můžete najít tuto trať ve hře MSTS, kde ji ztvárnil fanoušek železnice Ákos Rőfi na mapě s názvem Alföld.[2]

## Galerie

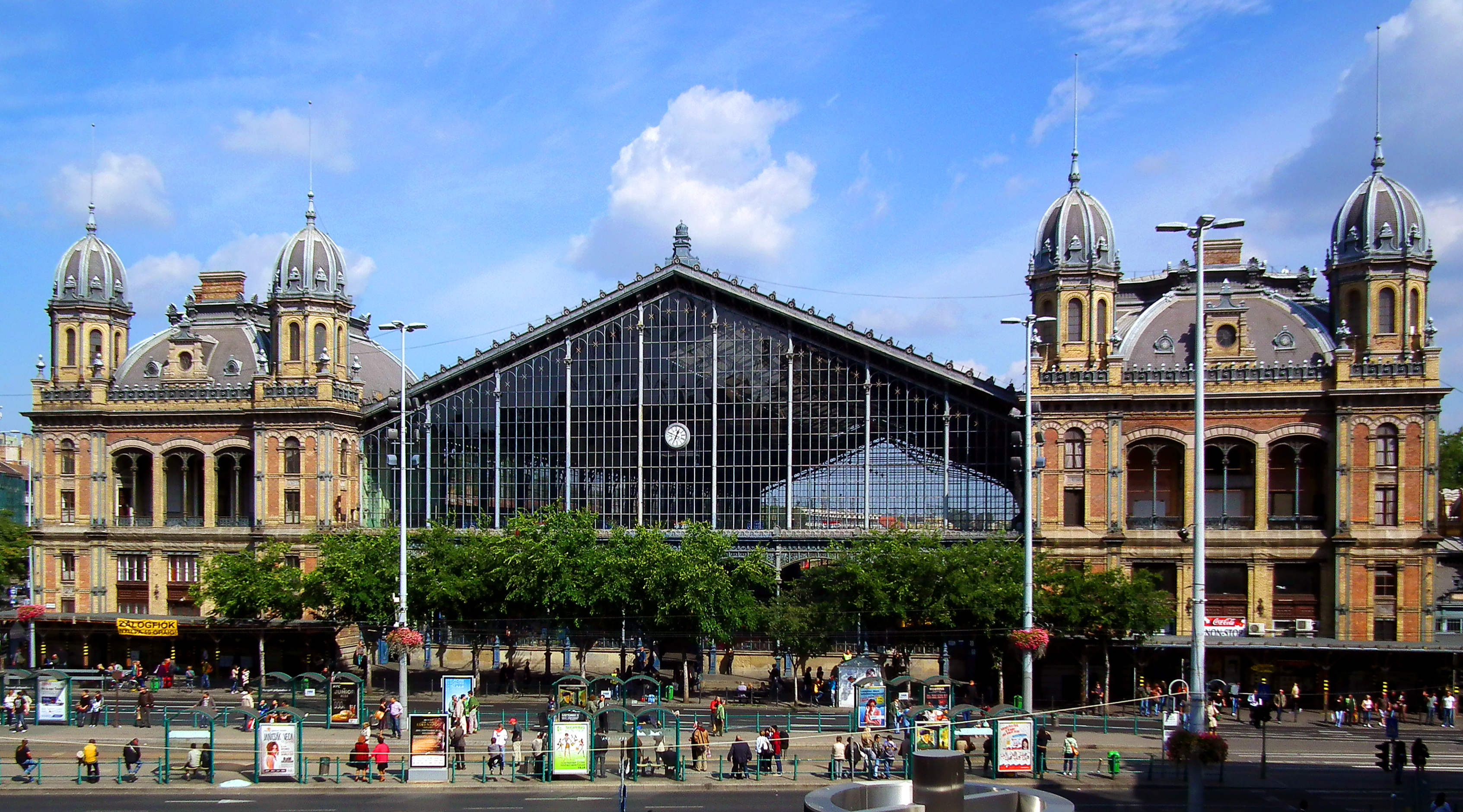
Budapest-Nyugati pu.
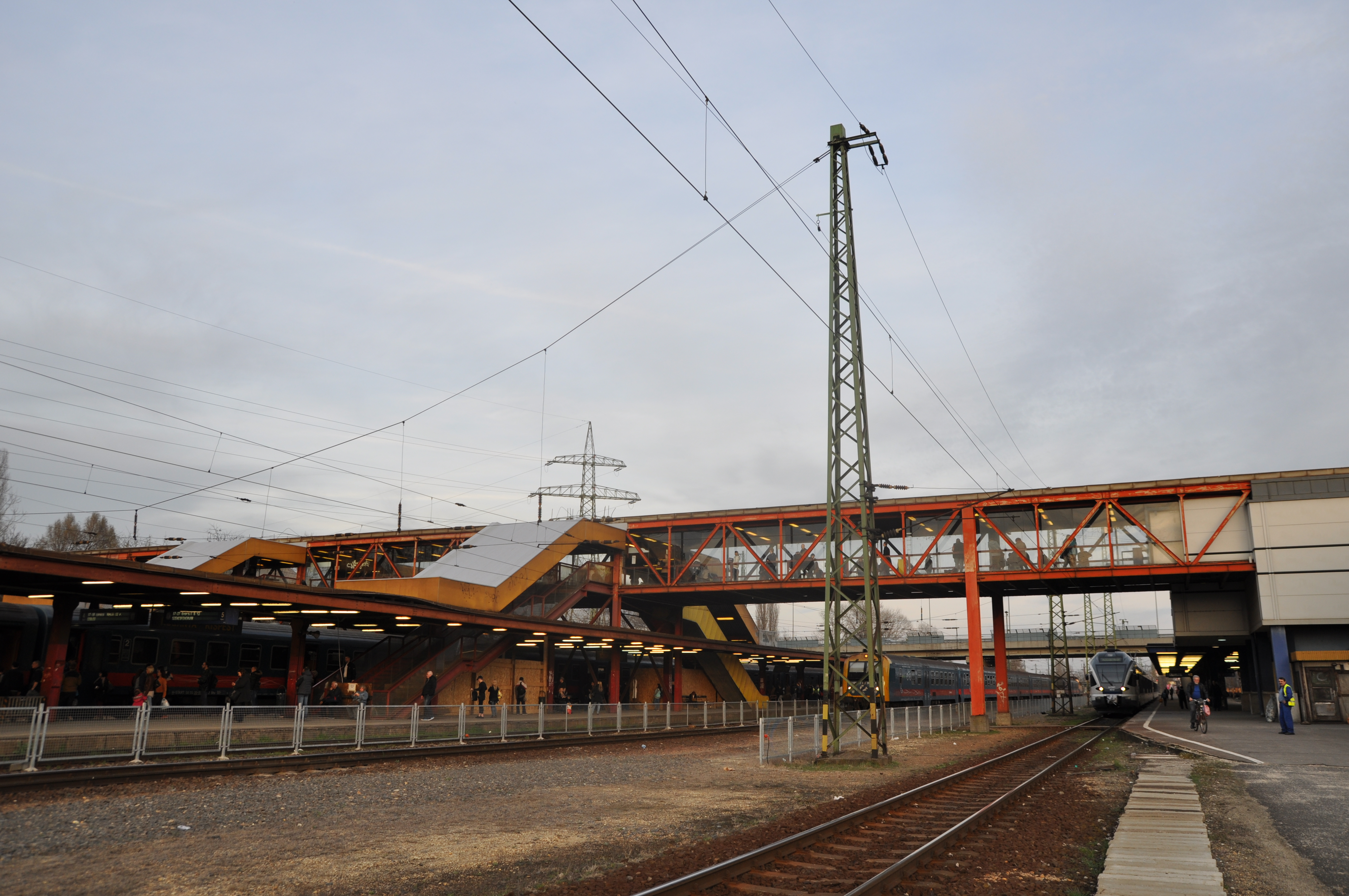
Kőbánya-Kispest
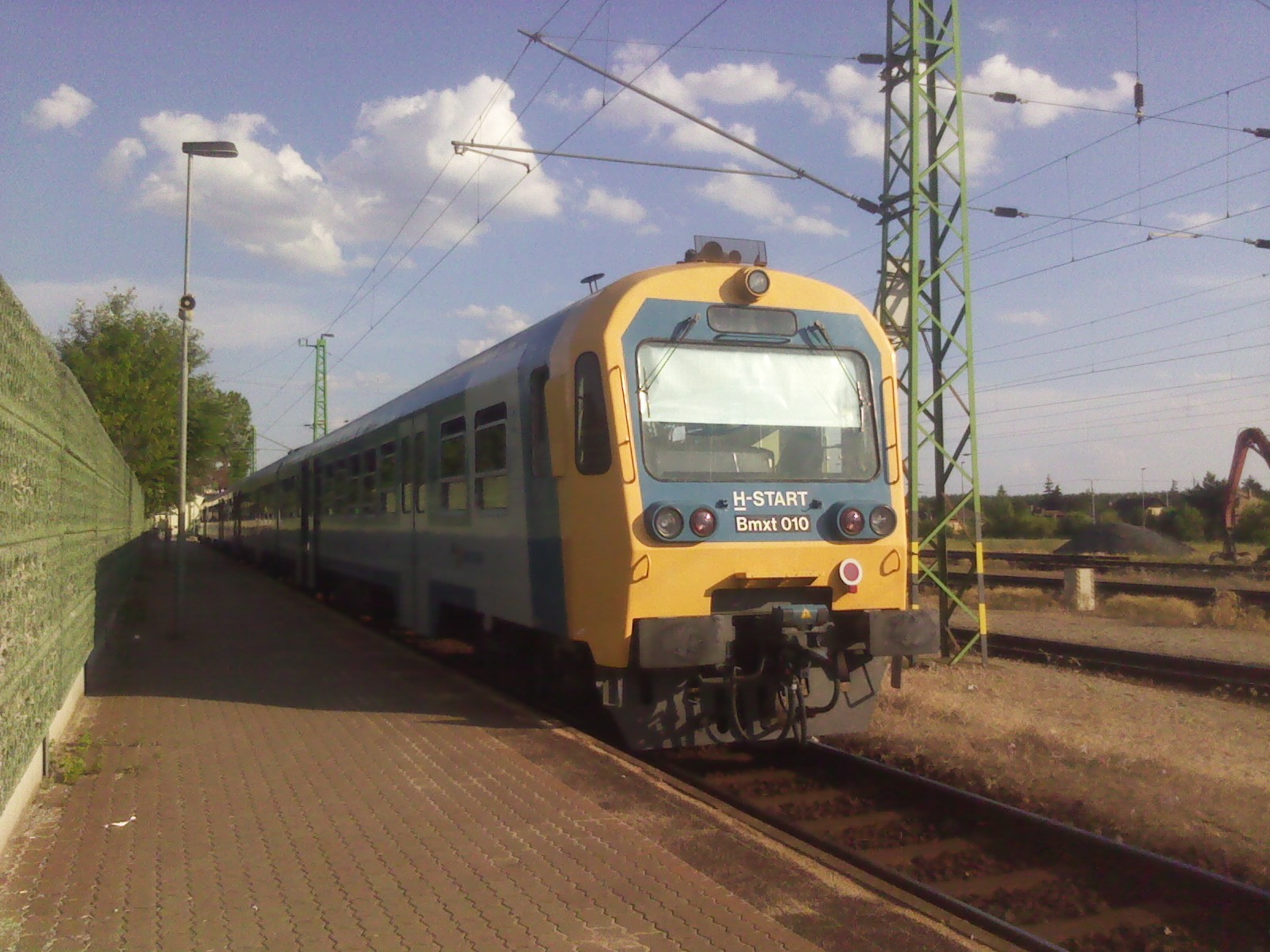
Osobní vlak ve stanici Monor.
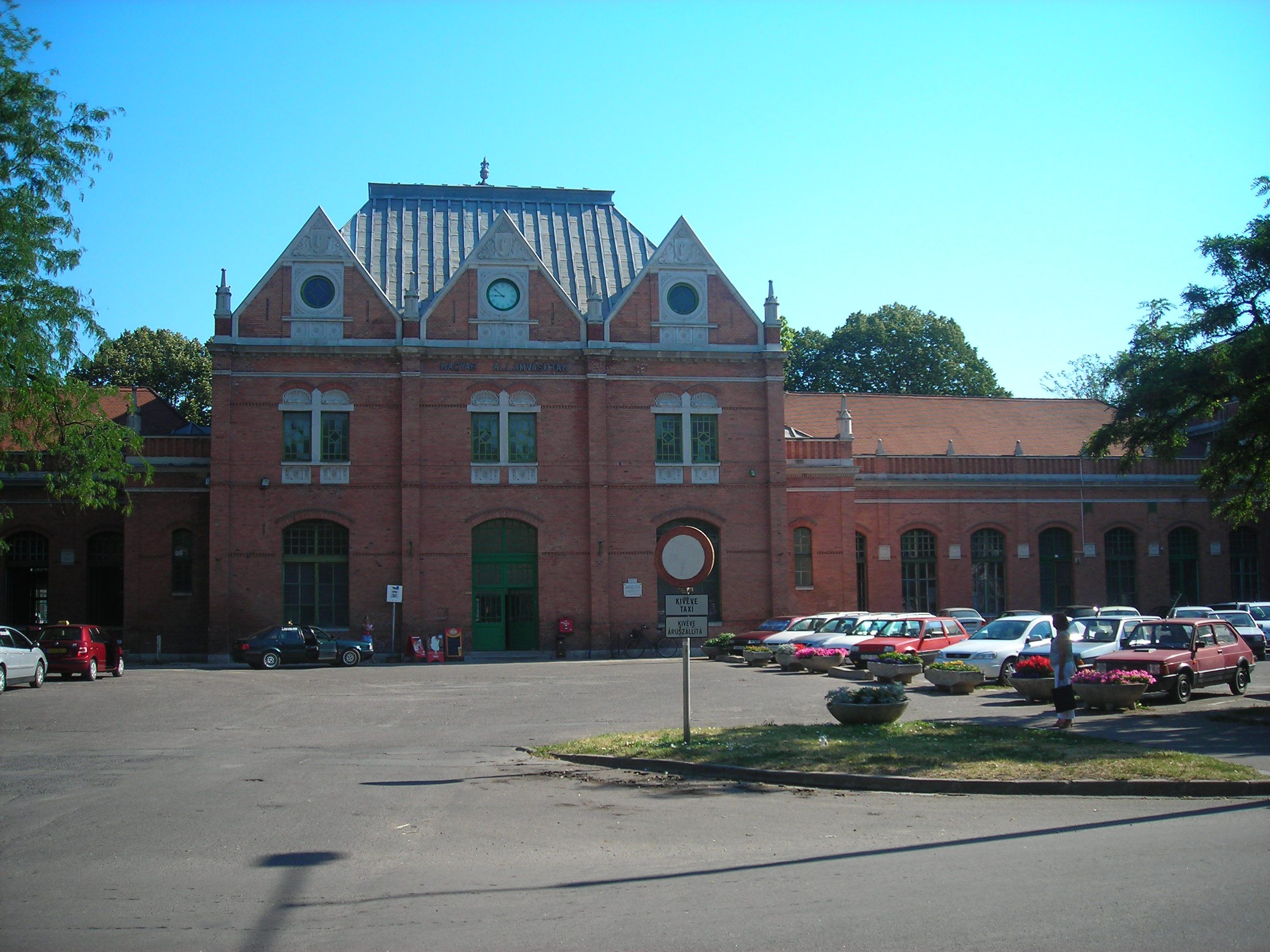
Cegléd
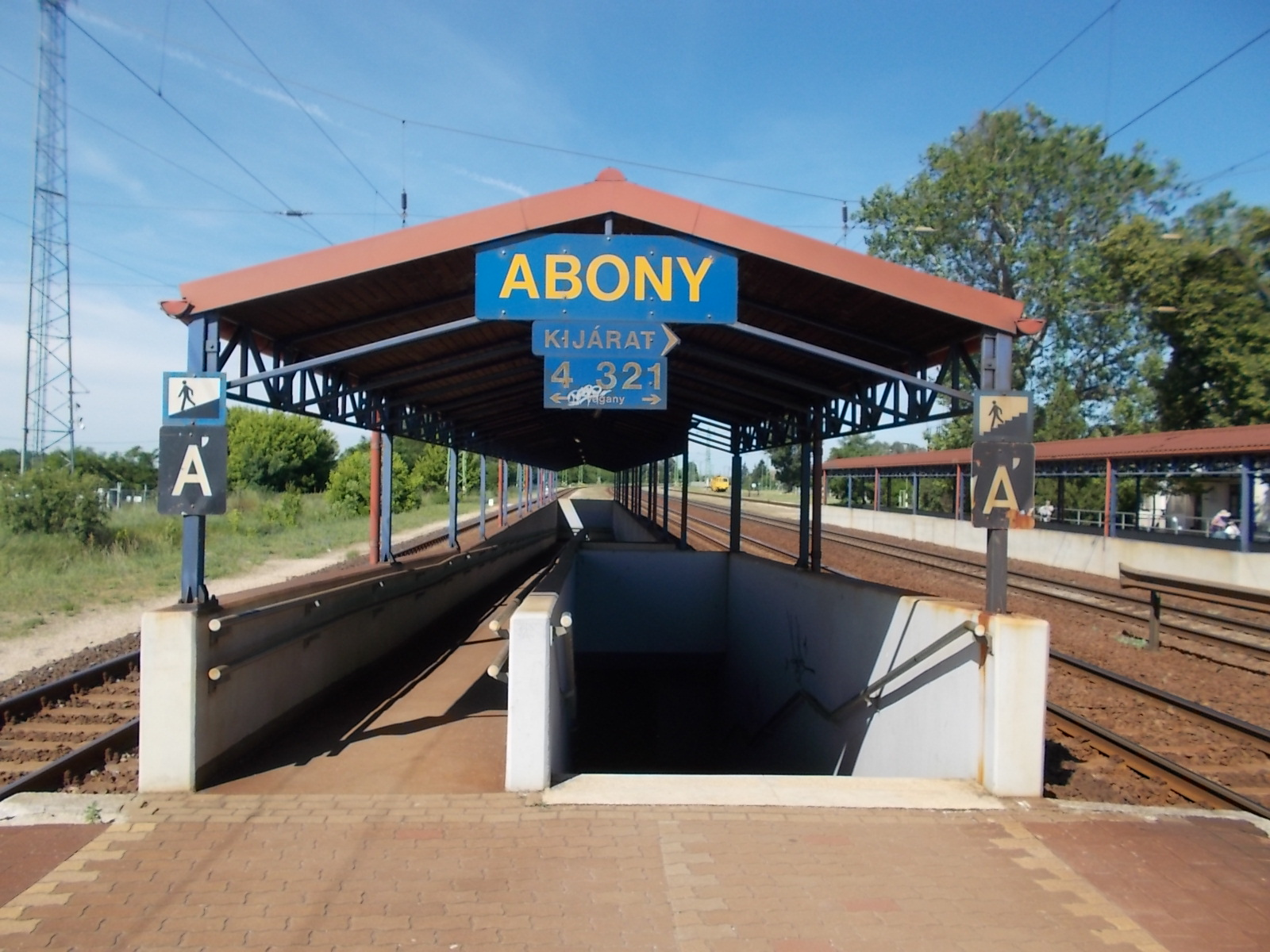
Abony
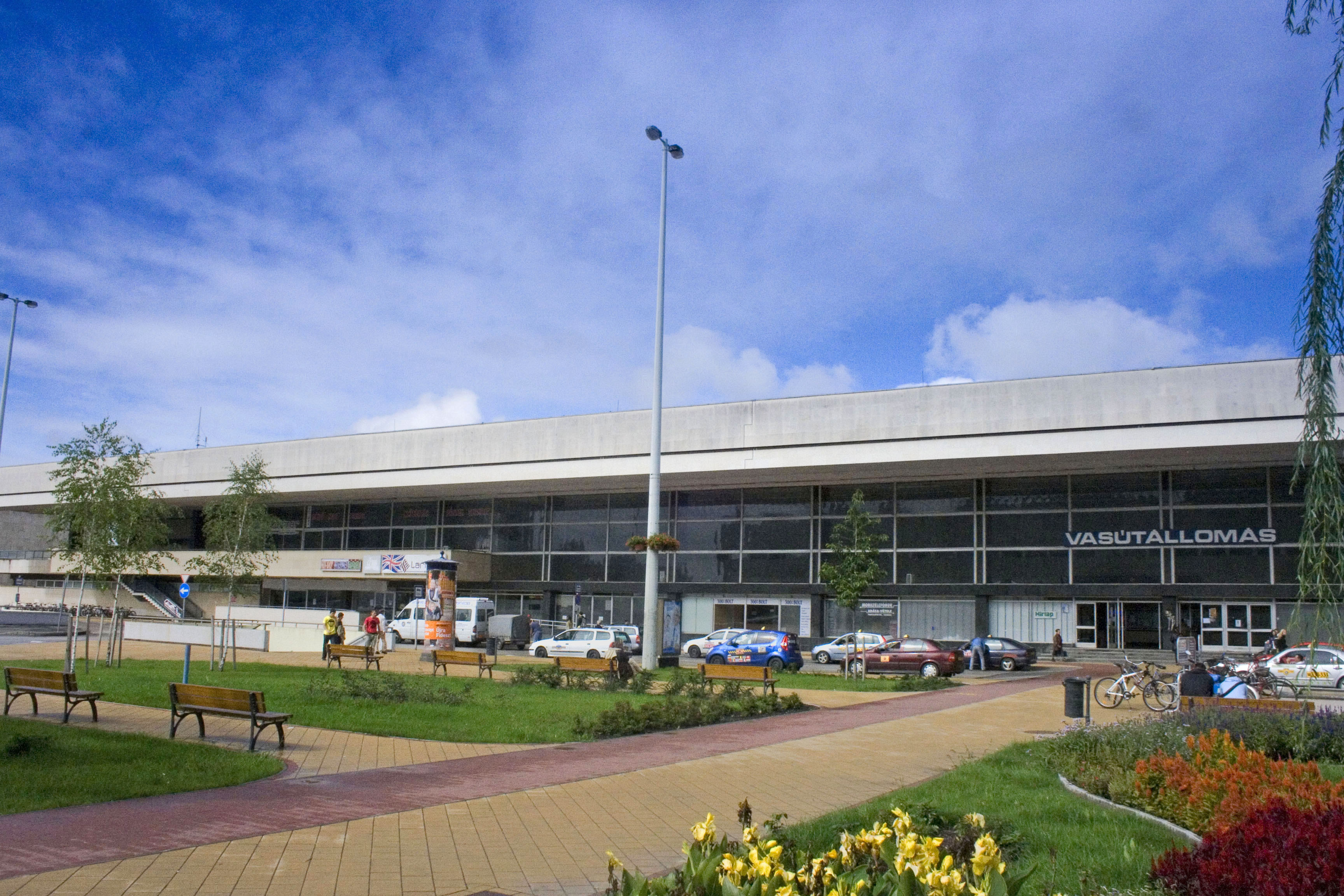
Szolnok